# رقاص (چاکی)
رقاص (انگلیسی: Danseuse) مجسمه‌ای است گچی اثر هنرمند پیشرو مجارستانی، یوژف چاکی در سبک کوبیسم که در ۱۹۱۲ ساخته شده است. از این اثر، تنها تصویری سیاه و سفید در آلبوم خانوادگی هنرمند وجود دارد که نمای روبرویی آن را به نمایش می‌گذارد. محل نگهداری اثر، نامشخص است و ازبین‌رفته تلقی می‌شود.